# Myzomela eichhorni
Myzomela eichhorni là một loài chim trong họ Meliphagidae.